# 汉斯·德拉肯贝里
汉斯·德拉肯贝里（瑞典語：Hans Drakenberg，1901年2月4日—1982年11月1日），瑞典男子击剑运动员。他曾代表瑞典参加1936年夏季奥林匹克运动会击剑比赛，获得男子团体重剑银牌。